# 斯拉賓
51°21′6″N 31°6′41″E / 51.35167°N 31.11139°E
斯拉賓（烏克蘭語：Слабин），是烏克蘭北部切爾尼希夫州切爾尼希夫區洪恰里夫斯凯市镇的村落。始建於1527年，面積3.7平方公里，海拔高度112米，2001年人口726，人口密度每平方公里196.8人。